# Pozzo-deposito
Un pozzo-deposito in archeologia indica un pozzo originariamente scavato per l'approvvigionamento di acqua potabile e in seguito riutilizzato come nascondiglio di oggetti, di uso quotidiano o anche di maggior pregio, in occasione di eventi bellici.
Questa forma particolare di tesaurizzazione ed occultamento di beni all'interno di pozzi, spesso risalenti all'epoca romana e successivamente non più funzionanti, è un fenomeno che risulta particolarmente diffuso all'epoca delle incursioni barbariche del VI-VII secolo d.C., in particolare nell'Emilia centrale, quando il territorio fu conteso tra Longobardi e Bizantini. Ad occultare brocche, cesti, oggetti d'uso, suppellettili, vasi, attrezzi agricoli e talvolta monete erano le comunità rurali e singoli individui che volevano proteggere i loro beni per recuperarli in seguito.
Ad esempio, tra i fiumi Secchia e Samoggia furono trovati alla fine dell'Ottocento vari pozzi di questo tipo, ricchi di reperti archeologici rilevanti per comprendere la storia locale. Durante gli scavi archeologici, i reperti vegetali e animali rinvenuti nei pozzi-deposito diedero a loro volta importanti informazioni sulla fauna e la vegetazione presenti in quel periodo.